# Tarnobrzeska Dolina Wisły
Tarnobrzeska Dolina Wisły (PLH180049) – specjalny obszar ochrony siedlisk sieci Natura 2000 obejmujący 45-kilometrowy odcinek doliny Wisły od ujścia Wisłoki w Gawłuszowicach do Sandomierza, gdzie swoją granicę opiera o Góry Pieprzowe. Tak ujęty obszar zajmuje powierzchnię 4059,69 ha na terenie województw świętokrzyskiego (powiat staszowski i sandomierski) i podkarpackiego (powiat mielecki, tarnobrzeski i miasto Tarnobrzeg). Około 25% obszaru chronionego pokrywają łęgi.
Regionalne Centrum Promocji Obszaru Natura 2000 Tarnobrzeska Dolina Wisły z urządzonym muzeum przyrodniczym znajduje się w zabudowaniach podworskich Tarnowskich w pobliżu pałacu w Dzikowie w Tarnobrzegu.
W obszarze występuje siedem typów siedlisk z załącznika I dyrektywy siedliskowej:
- starorzecza
- zbiorowiska włosieniczników ze związku Ranunculion fluitantis
- zalewane i muliste brzegi rzek
- ziołorośla nadrzeczne
- łąki selernicowe
- łąki świeże
- łęgi

Wśród zwierząt z załącznika II występują:
- bóbr europejski Castor fiber[5]
- wydra Lutra lutra[5]
- czerwończyk nieparek Lycaena dispar[5]
- modraszek nausitous Phengaris nausithous[5]
- boleń Aspius aspius[5]
- kiełb białopłetwy Gobio albipinnatus[5]
- kumak nizinny Bombina bombina[5]
- modraszek nausitous Maculinea (Phengaris) nausithous[5]
- różanka Rhodeus sericeus amarus[5]